# Anna Harina
Anna Harina (ukr. Анна Гарина; ur. 19 marca 1971 w Kijowie) – ukraińska szpadzistka, brązowa medalistka mistrzostw świata.
Podczas mistrzostw świata w La Chaux-de-Fonds w 1998 roku reprezentantki Ukrainy w składzie: Jewa Wybornowa, Wiktorija Titowa, Ałła Myroniuk i Anna Harina zdobyły brązowy medal w zawodach drużynowych. W rywalizacji indywidualnej zajęła tam 57. miejsce.
Nigdy nie wzięła udziału w igrzyskach olimpijskich.
Zdobyła srebrny medal w szpadzie drużynowej na mistrzostwach Europy w Płowdiwie w 1998 roku. Ponadto zdobyła też drużynowo brązowy medal na mistrzostwach Europy w Koblencji (2001).